# Leonia Gradstein
Leonia Martyna Gradstein (ur. 7 lutego 1894, zm. 11 lipca 1984 w Skolimowie) – pisarka, tłumaczka, muzykolog.
Od roku 1931 była sekretarką Karola Szymanowskiego i pozostała na tym stanowisku do śmierci kompozytora. Mieszkając w Warszawie załatwiała wiele spraw dotyczących przebywającego często w Zakopanem kompozytora.
Towarzyszyła mu 1936 podczas pobytu w sanatorium "Helios" w Grasse na południu Francji i w 1937 w sanatorium w Lozannie, gdzie zmarł 29 marca.
Należała do grona członków założycieli Towarzystwa Muzycznego im. Karola Szymanowskiego.
Po śmierci Szymanowskiego zajęła się opracowaniem jego korespondencji.
Wspólnie z Jerzym Waldorffem była autorką książek o Karolu Szymanowskim „Gorzka sława” i „Perypetie z Harnasiami”. 
Tłumaczyła z języka niemieckiego wiele książek, m.in. wielokrotnie wznawianą powieść dla młodzieży Ericha Kästnera „Emil i detektywi” (Emil und die Detektive, 1928) oraz Ericha von Dänikena „Wspomnienia z przyszłości” (Erinnerungen an die Zukunft, 1968).
Pochowana na cmentarzu w Skolimowie. 